# Elinor Wylie
Elinor Wylie (Somerville, 7 settembre 1885 – New York, 16 dicembre 1928) è stata una poetessa e scrittrice statunitense.

## Biografia
Elinor Morton Wylie nacque nel 1885 in New Jersey, nipote del governatore della Pennsylvania Henry M. Hoyt e figlia dell'avvocato generale degli Stati Uniti d'America Henry Martyn Hoyt Jr. Nel 1887 si trasferì con i genitori e i quattro fratelli nei pressi di Filadelfia, ma trascorse parte dell'adolescenza a Washington a causa della carriera politica del padre. Nel 1906, appena ventenne, fuggì con Philip Simmons Hichborn, che sposò in segreto; i due ebbero un figlio l'anno successivo, ma il matrimonio fu infelice e terminò quando Elinor lasciò marito e figlio e fuggì con Horace Wylie nel 1910. 
Dato che entrambi erano sposati, i due furono ostracizzati dalla buona società statunitense e fuggirono in Inghilterra, dove la notizia del suicidio di Hichborn li raggiunse nel 1912. Nello stesso anno pubblicò il suo primo libro, Incidental Number, una raccolta di poesie che aveva scritto nel decennio precedente. Quando Wylie ottenne il divorzio dalla moglie, la coppia tornò in patria nel 1916 e convolò a nozze, anche se il loro rapporto era ormai logoro e segnato dalla morte di un figlio nato prematuramente. Elinor Wylie cominciò a frequentare i circoli letterari newyorchesi, dove entrò in contatto con Edmund Wilson, John Dos Passos, Sinclair Lewis, Carl Van Vechten e William Rose Benét, con cui si sposò nel 1923.
Nel 1921 aveva ottenuto un buon successo con la raccolta di poesie Nets to Catch the Wind (influenzata da John Donne, George Herbert ed Andrew Marvell) che ottenne le lodi di Edna St. Vincent Millay e la vittoria del Julia Ellsworth Ford Prize. Sempre nel 1923 pubblicò la silloge Black Armor e il romanzo Jennifer Lorn, entrambi apprezzati dalla critica. Tra il 1923 e il 1925 lavorò come editrice della sezione letteraria di Vanity Fair. Nel 1926 pubblicò il romanzo The Orphan Angel, incentrato sulla figura di Percy Bysshe Shelley, il poeta romantico che ebbe una grossa influenza sulla sua produzione poetica. Nel 1928 pubblicò il suo terzo libro di poesie, Trivial Breath, e si trasferì in Inghilterra per sfuggire al matrimonio infelice con Benét. Qui si innamorò di Henry de Clifford Woodhouse, a cui scrisse una serie di diciannove sonetti pubblicati postumi con il titolo Angels and Earthly Creatures.
Elinor Wylie morì infatti nel 1928, stroncata da un infarto all'età di 43 anni.

## Opere tradotte in italiano
- Il nipote di vetro veneziano [The Venetian glass nephew], Nuova accademia, 1961  [1925].